# Royaume de Salakanagara

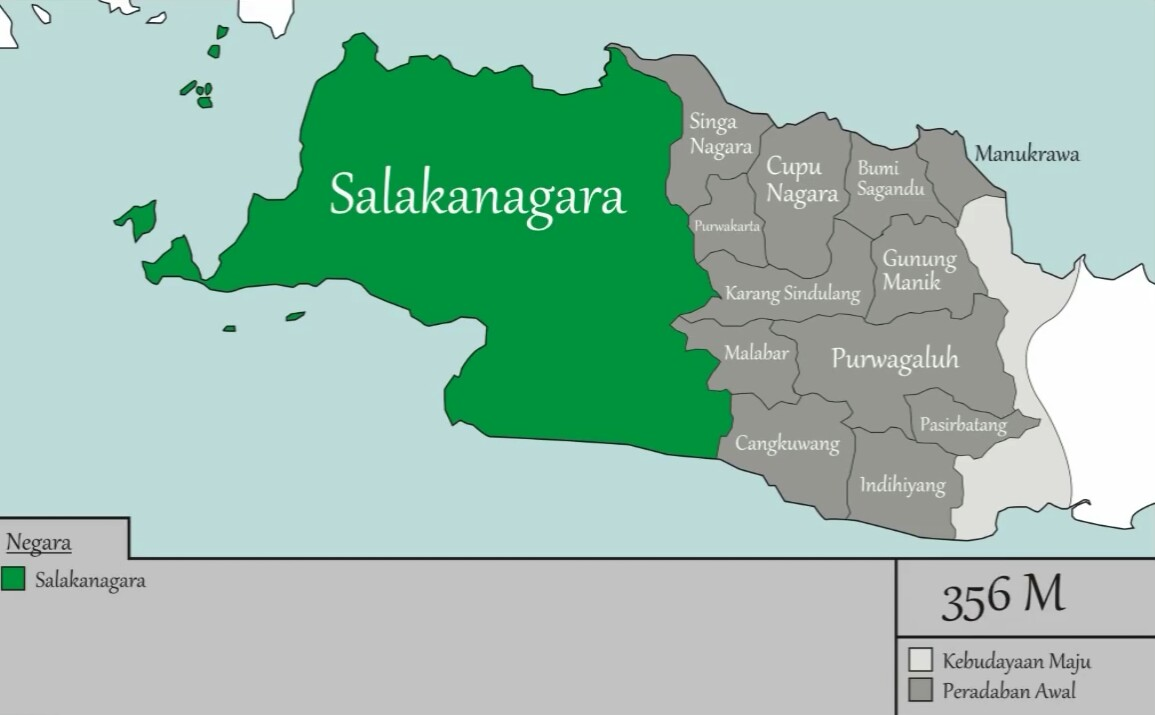
Frontières potentielles du royaume de Salakanagara

Le royaume de Salakanagara aurait existé de 200 à 362 apr. J.-C. dans l'ouest de l'île indonésienne de Java et serait alors le premier État historique de l'île.
Toutefois, son existence est pour l'instant largement contestée. En effet, le seul document qui y fasse référence, le "manuscrit de Wangsakerta", est lui-même l'objet d'une controverse. Censé avoir été rédigé à la fin du XVIIe siècle sous l'égide du prince Wangsakerta de Cirebon, sur la côte nord de Java, le document, acheté en 1977 par le Musée Sri Baduga de Bandung, présente plusieurs caractéristiques qui le font soupçonner de dater de la fin du XIXe siècle.